# Clibanarius cubensis
Clibanarius cubensis är en kräftdjursart som först beskrevs av de Saussure 1858.  Clibanarius cubensis ingår i släktet Clibanarius och familjen Diogenidae. Inga underarter finns listade i Catalogue of Life.